# Бейкер, Шон
Шон Бейкер (англ. Sean Baker; род. 26 февраля 1971, Саммит, Нью-Джерси) — американский кинорежиссёр. Четырёхкратный лауреат премии «Оскар». Наиболее известен как режиссёр независимых художественных фильмов о жизни секс-работников, таких как «Старлетка» (2012), «Мандарин» (2015), «Проект „Флорида“» (2017), «Красная ракета» (2021) и «Анора» (2024), последний из которых получил Золотую пальмовую ветвь Каннского кинофестиваля 2024 года и шесть номинаций на «Оскар» (в результате на 97-й церемонии вручения премии получив 5 наград, в том числе за «Лучший фильм»). Он также известен созданием кукольного ситкома Fox/IFC «Кролик Грег» (2002—2006) и его спин-оффов.

## Ранние годы и образование
Бейкер родился и вырос в Саммите, штат Нью-Джерси. Его мать была учительницей, а отец — патентным поверенным, который когда-то представлял интересы режиссёра и его продюсерской компании в 2005 году. У него есть сестра, профессиональный синти-поп-музыкант и художник-постановщик, которая внесла свой вклад в его фильмы в обоих качествах. Он стал одержим домашними фильмами в юном возрасте после того, как мать взяла его на просмотр серии фильмов «Монстры Universal», которые транслировались в местной библиотеке.
Бейкер окончил среднюю школу Джилла Сен-Бернара в 1989 году. Он получил степень бакалавра искусств, изучая кино в Школе искусств Тиша от Нью-Йоркского университета. До поступления в Нью-Йоркский университет он изучал компьютерный монтаж в Новой школе в Гринвич-Виллидж.

## Карьера
Первым полнометражным фильмом Бейкера стал «Слова из четырёх букв», фильм, в котором рассказывается о внешности, взглядах, отношениях и языке молодых людей в Америке. Бейкер написал, снял и смонтировал фильм. Затем Бейкер приступил к созданию фильма «На вынос», в котором он написал сценарий, сорежиссировал, соредактировал и сопродюсировал совместно с Ших Чин Цоу с бюджетом в 3000 долларов. В фильме рассказывается о китайском иммигранте без документов, который задерживает выплаты по долгу, в результате чего ему остаётся только один день, чтобы найти деньги. Мировая премьера фильма состоялась на кинофестивале Slamdance 18 января 2004 года, и он был показан на более чем 25 кинофестивалях, когда судебный спор с Сетом Ландау, который планировал выпустить одноимённый фильм, отложил его выпуск до 6 июня 2008 года .
Премьера третьего полнометражного фильма Бейкера «Принц Бродвея» состоялась на кинофестивале в Лос-Анджелесе 22 июня 2008 года. В фильме рассказывается о иммигранте из Ганы, продающем поддельные товары на Манхэттене, который обнаруживает, что у него есть сын. Бейкер снял, написал, сопродюсировал, снял и смонтировал фильм. Бейкер также самостоятельно профинансировал распространение и рекламу фильма. «На вынос» и «Принц Бродвея» были номинированы на премию «Независимый дух Джона Кассаветиса» на той же церемонии в 2008 году.

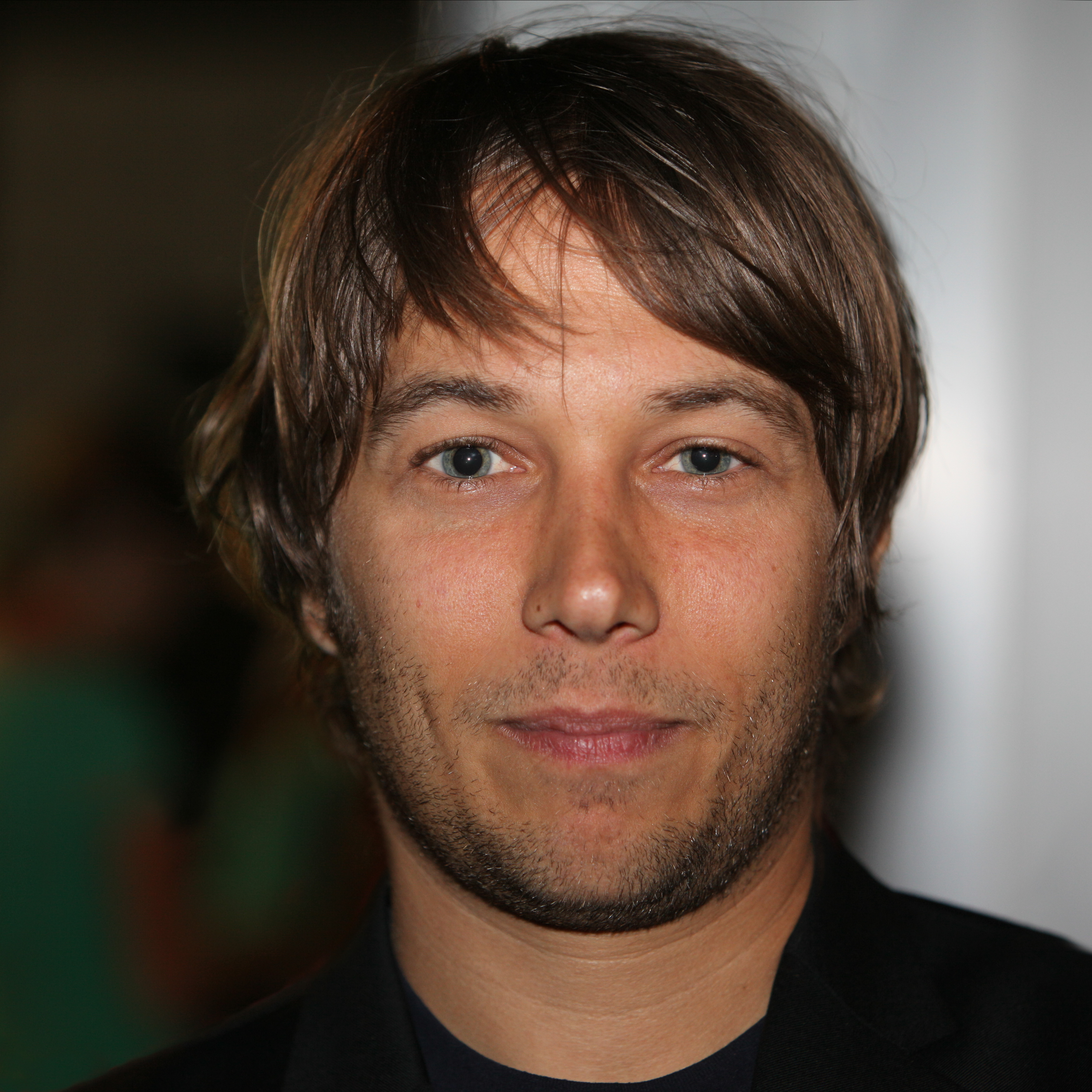
Бейкер в 2009 году

Четвёртый полнометражный фильм режиссёра, «Старлетка», был написан в соавторстве с Крисом Бергохом, в нём снимались Дри Хемингуэй и Беседка Джонсон. «Старлетка» исследует невероятную дружбу между 21-летней Джейн (Хемингуэй) и 85-летней Сэди (Джонсон), двумя женщинами, чьи жизни пересекаются в калифорнийской долине Сан-Фернандо. Мировая премьера фильма состоялась 11 марта 2012 года на SXSW, а 9 ноября 2012 года он был выпущен ограниченным тиражом.
Пятый полнометражный фильм Бейкера, «Мандарин», рассказывает о трансгендерной секс-работнице, которая обнаруживает, что её парень и сутенёр изменяет ей. Фильм был снят на три смартфона iPhone 5s и получил высокую оценку за новаторские методы кинопроизводства. В фильме «Мандарин» снялись Китана Кики Родригес, Майя Тейлор, Каррен Карагулян, Микки О’Хаган и Джеймс Рэнсон, а исполнительными продюсерами выступили Марк и Джей Дюплассы. Бейкер снова написал сценарий вместе с Бергохом; он также был сопродюсером, соавтором и монтажёром фильма. Мировая премьера фильма состоялась 23 января 2015 года на кинофестивале «Сандэнс» в 2015 году, а 10 июля 2015 года он был выпущен ограниченным тиражом. Он получил чрезвычайно положительные отзывы и в настоящее время имеет рейтинг 97 % на Rotten Tomatoes.
В 2016 году он снял для Kenzo короткометражный фильм о моде «Снежная птица» с моделью Эбби Ли в главной роли. Его тоже снимали только на iPhone.
Премьера шестого полнометражного фильма Бейкера, «Проект „Флорида“», состоялась в разделе «Двухнедельник режиссёров» Каннского кинофестиваля 2017 года и была показана в кинотеатрах США 6 октября 2017 года от A24. И снова Бейкер сам смонтировал фильм и написал сценарий вместе со своим постоянным соавтором Крисом Бергохом. Сюжет повествует о шестилетней девочке, живущей в мотеле со своей мятежной матерью в Большом Орландо, которые пытаются избежать неприятностей и свести концы с концами. Фильм получил высокую оценку за актёрскую игру (особенно за игру Уиллема Дефо в роли менеджера мотеля и Бруклин Принс в роли Муни, шестилетней девочки), а также за режиссуру Бейкера и был выбран как Национальным наблюдательным советом, так и Американский институт киноискусства в десятку лучших фильмов года. Дефо за лучшую мужскую роль второго плана был номинирован на премии «Оскар», «Золотой глобус» и BAFTA, а Принс получила премию «Лучшего молодого исполнителя по мнению критиков».
Я союзник и буквально посвятил свою карьеру рассказу историй, которые устраняют стигму и нормализуют образ жизни, подвергающийся нападкам. Я бы никогда не сделал ничего, что могло бы навредить сообществу.
В июне 2018 года Бейкера пригласили стать членом режиссёров и сценаристов Академии кинематографических искусств и наук. В октябре 2018 года он возглавил киножюри Международного кинофестиваля в Мумбаи.
В августе 2020 года актриса Белла Торн объявила, что Бейкер будет снимать документальный фильм о своём опыте открытия учётной записи OnlyFans, но Бейкер быстро опроверг эти слухи, поскольку подозрительное поведение Торн было обвинено в ограничениях, затрагивающих всех секс-работников на сайте.
В марте 2021 года Бейкер выпустил короткометражный фильм «Khaite FW21», снятый для продвижения коллекции осень/зима 2021 модной линии Khaite. Оператором был Шон Прайс Уильямс.
В седьмом полнометражном фильме Бейкера «Красная ракета» Саймон Рекс играет Майки, порноактёра, возвращающегося в свой родной город в Техас. Бейкер снял, стал соавтором сценария и сопродюсером фильма вместе со своей обычной командой, в которую входили, среди прочего, Бергох и Цоу. Съёмки проходили тайно в условиях пандемии COVID-19, но соблюдались «протоколы безопасности, соответствующие отраслевым стандартам». Фильм получил овации на Каннском кинофестивале 2021 года. Он был выпущен в США компанией A24 10 декабря.
В 2022 году Бейкер снял рекламный ролик Taco Bell. Бейкер был исполнительным продюсером документального фильма «Любовь во времена фентанила». Премьера фильма состоялась на фестивале документального кино DOXA в мае 2022 года.
В октябре 2023 года было официально объявлено о выходе следующего художественного фильма Бейкера «Анора» с Майки Мэдисон в главной роли после того, как FilmNation приобрела права на показ. Премьера фильма состоялась 21 мая 2024 года на Каннском кинофестивале, где тот получил «Золотую пальмовую ветвь».

### Телевидение
Бейкер также является одним из первых создателей ситкома «Кролик Грег» (2002—2006) с Сетом Грином и Юджином Леви в главных ролях. Шоу основано на серии коротких отрывков, которые снял и написал Бейкер, которые транслировались на Независимом киноканале. В 2010 году Бейкер, Спенсер Чиной и Дэн Милано создали спин-офф под названием «Обезьяна Уоррен»; сериал транслировался по MTV и был отменён через один сезон.

## Стиль и влияния
Бейкер заработал репутацию человека, изображающего изгоев и персонажей из недостаточно представленных и маргинализированных субкультур, часто иммигрантов без документов и секс-работников, в явно гуманных и сострадательных сценариях. Он утверждает, что его непосредственно вдохновили эксплуатационные фильмы, но его описывают как архетип «надёжного режиссёра-мужчины» эпохи после «Я тоже». Его фильмы вызвали и стимулировали дебаты о сексуальной морали. Бейкер заявил на пресс-конференции в Каннах в 2024 году, что секс-работу следует «декриминализировать и никоим образом не регулировать, потому что это тело секс-работника, и им решать, как они будут использовать его в своей жизни».
На Бейкера оказали влияние Кен Лоуч, Спайк Ли, Джим Джармуш, Майк Ли, Стивен Спилберг, Эрик Ромер, Джон Кассаветис и Хэл Эшби, среди других.

## Личная жизнь
Бейкер женат на Саманте Квон, продюсере многих его фильмов.

## Фильмография

### Фильмы
| Год  | Название              | Режиссёр | Сценарист | Продюсер | Монтажёр | Примечания              |
| ---- | --------------------- | -------- | --------- | -------- | -------- | ----------------------- |
| 2000 | Слова из четырёх букв | Да       | Да        | Нет      | Да       |                         |
| 2004 | На вынос              | Да       | Да        | Да       | Да       | Совместно с Ших Чин Цоу |
| 2008 | Принц Бродвея         | Да       | Да        | Да       | Да       | Также оператор          |
| 2012 | Старлетка             | Да       | Да        | Да       | Да       |                         |
| 2015 | Мандарин              | Да       | Да        | Да       | Да       | Также оператор          |
| 2017 | Проект «Флорида»      | Да       | Да        | Да       | Да       |                         |
| 2021 | Красная ракета        | Да       | Да        | Да       | Да       |                         |
| 2024 | Анора                 | Да       | Да        | Да       | Да       | [ 60 ]                  |
| 2025 | Левша                 | Нет      | Да        | Да       | Да       | [ 61 ]                  |

### Короткометражки
| Год  | Название      | Режиссёр | Сценарист | Продюсер | Монтажёр |
| ---- | ------------- | -------- | --------- | -------- | -------- |
| 2016 | Снежная птица | Да       | Да        | Да       | Да       |
| 2021 | Khaite FW21   | Да       | Нет       | Нет      | Да       |

### Документальные фильмы
| Год  | Название                    | Примечания                          |
| ---- | --------------------------- | ----------------------------------- |
| 2023 | Любовь во времена фентанила | Исполнительный продюсер             |
| TBA  | Современная проститутка     | Художественно-документальный гибрид |

### Телевидение
| Год       | Название        | Режиссёр | Сценарист | Продюсер | Создатель | Роль                      |
| --------- | --------------- | -------- | --------- | -------- | --------- | ------------------------- |
| 2002-2006 | Кролик Грег     | Да       | Да        | Нет      | Да        | Также монтажёр и оператор |
| 2010      | Обезьяна Уоррен | Да       | Да        | Да       | Да        |                           |

## Награды и номинации
| Награда                                   | Дата церемонии  | Категория                    | Работа           | Результат | Примечания    |
| ----------------------------------------- | --------------- | ---------------------------- | ---------------- | --------- | ------------- |
| Независимый дух                           | 21 февраля 2009 | Премия Джона Кассаветиса     | На вынос         | Номинация | [ 63 ]        |
| Независимый дух                           | 21 февраля 2009 | Премия Джона Кассаветиса     | Принц Бродвея    | Номинация | [ 63 ]        |
| Независимый дух                           | 23 февраля 2013 | Премия Роберта Альтмана      | Старлетка        | Победа    | [ 64 ]        |
| Независимый дух                           | 23 февраля 2013 | Премия Джона Кассаветиса     | Старлетка        | Номинация | [ 65 ]        |
| Независимый дух                           | 27 февраля 2016 | Лучший режиссёр              | Мандарин         | Номинация | [ 66 ]        |
| Независимый дух                           | 3 марта 2018    | Лучший режиссёр              | Проект «Флорида» | Номинация | [ 67 ]        |
| Спутник                                   | 11 февраля 2018 | Лучший режиссёр              | Проект «Флорида» | Номинация | [ 68 ]        |
| Спутник                                   | 11 февраля 2018 | Лучший оригинальный сценарий | Проект «Флорида» | Номинация | [ 68 ]        |
| Общество кинокритиков Детройта            | 7 декабря 2017  | Режиссёр года                | Проект «Флорида» | Победа    | [ 69 ]        |
| Сообщество кинокритиков Нью-Йорка         | 30 ноября 2017  | Лучший режиссёр              | Проект «Флорида» | Победа    | [ 70 ]        |
| Ассоциация кинокритиков Чикаго            | 12 декабря 2017 | Лучший монтаж                | Проект «Флорида» | Номинация | [ 71 ] [ 72 ] |
| Премия Лондонской ассоциации кинокритиков | 28 января 2018  | Режиссёр года                | Проект «Флорида» | Победа    | [ 73 ]        |
| Премия Дориана                            | 31 января 2018  | Режиссёр года                | Проект «Флорида» | Номинация | [ 74 ]        |
| Общество кинокритиков Детройта            | 6 декабря 2021  | Лучший режиссёр              | Красная ракета   | Номинация | [ 75 ] [ 76 ] |
| Готэм                                     | 29 ноября 2021  | Лучший сценарий              | Красная ракета   | Номинация | [ 77 ]        |
| Ассоциация кинокритиков Чикаго            | 15 декабря 2021 | Лучший оригинальный сценарий | Красная ракета   | Номинация | [ 78 ] [ 79 ] |
| Каннский кинофестиваль                    | 25 мая 2024     | Золотая пальмовая ветвь      | Анора            | Победа    | [ 80 ]        |
| Золотой глобус                            | 5 января 2025   | Лучший режиссёр              | Анора            | Номинация | [ 81 ]        |
| Золотой глобус                            | 5 января 2025   | Лучший сценарий              | Анора            | Номинация | [ 81 ]        |
| BAFTA                                     | 16 февраля 2025 | Лучший фильм                 | Анора            | Номинация | [ 82 ]        |
| BAFTA                                     | 16 февраля 2025 | Лучший режиссёр              | Анора            | Номинация | [ 82 ]        |
| BAFTA                                     | 16 февраля 2025 | Лучший оригинальный сценарий | Анора            | Номинация | [ 82 ]        |
| BAFTA                                     | 16 февраля 2025 | Лучший кастинг               | Анора            | Победа    | [ 82 ]        |
| BAFTA                                     | 16 февраля 2025 | Лучший монтаж                | Анора            | Номинация | [ 82 ]        |
| Оскар                                     | 2 марта 2025    | Лучший режиссёр              | Анора            | Победа    | [ 83 ]        |
| Оскар                                     | 2 марта 2025    | Лучший оригинальный сценарий | Анора            | Победа    | [ 83 ]        |
| Оскар                                     | 2 марта 2025    | Лучший монтаж                | Анора            | Победа    | [ 83 ]        |
| Оскар                                     | 2 марта 2025    | Лучший фильм                 | Анора            | Победа    | [ 83 ]        |